# Anurostreptus longispinus
Anurostreptus longispinus är en mångfotingart som beskrevs av Demange 1961. Anurostreptus longispinus ingår i släktet Anurostreptus och familjen Harpagophoridae. Inga underarter finns listade i Catalogue of Life.